# Goleanovți, Sofia
Goleanovți (în bulgară Голяновци) este un sat în comuna Kostinbrod, regiunea Sofia,  Bulgaria. 

## Demografie
Componența etnică a satului Goleanovți
     Romi (4,03%)
     Bulgari (91,93%)
     Nicio identificare (4,03%)
     Altele (0%)
La recensământul din 2011, populația satului Goleanovți era de 595 locuitori. Din punct de vedere etnic, majoritatea locuitorilor (91,93%) erau bulgari, cu o minoritate de romi (4,03%). Pentru 4,03% din locuitori nu este cunoscută apartenența etnică.